# Avraham bar Chija
Avraham bar Chija (hebrejsky אברהם בר חייא‎,‎ 1070?, Barcelona – 1136?, Provence) byl středověký židovský filosof, matematik a astronom. Stal se prvním, kdo svá filosofická, matematická a astronomická pojednání sepsal v hebrejštině a nikoli v arabštině.

## Hebrejština
Jelikož Avraham bar Chija byl prvním astronomem, matematikem a filosofem, který svá díla nesepisoval jako ostatní dosavadní židovští myslitelé v arabštině, nýbrž v hebrejštině, musel v hebrejštině vytvořit patřičný pojmový aparát, čímž se stal jedním ze zakladatelů hebrejské odborné terminologie. Výsledky své jazykové práce shrnul v díle Základy porozumění a věž víry (יסודי התבונה ומגדל האמונה, Jesodej ha-tnuva ve-migdal ha-emuna).

## Filosofie
Avraham bar Chija ve svých dílech Úvahy o duši (הגיון הנפש, Higajon ha-nefeš) a Svitek objevitele (מגילת המגלה, Megilat ha-megale) navázal na Gabirolův filosofický koncept, jenž kombinoval neoplatonický princip emanace s aristotelským dualismem látky a formy. Zatímco Gabirol ovšem tvrdil, že z látky a formy se skládají také duchovní substance, Avraham bar Chija zastával názor, že z látky a formy se skládá jen tělesný svět, zatímco nadsmyslové esence jsou čistými formami.
Podobně jako další novoplatonici se Avraham bar Chija zabýval také otázkou, jak může lidská duše dosáhnout světa idejí. Podle něj závisí nejen na intelektuální, ale také na morální dokonalosti. Lidé morálně i intelektuálně nedokonalí, ale také lidé dokonalí pouze intelektuálně budou zničeni. Duše lidí dokonalých pouze morálně bude převtělena, aby v dalším životě mohla dosáhnout také intelektuální dokonalosti. Světa idejí tak po smrti dosáhnou pouze lidé dokonalí morálně i intelektuálně.
Mesianistické úvahy a zájem o zjištění data příchodu Mesiáše přivedly Avrahama bar Chiju k otázce dějin, filosofii dějin, ke zkoumání světových věku a ke zdůrazňování vyvolenosti izraelského lidu.
Na některé myšlenky Avrahama bar Chiji navázal mimo jiné středověký chasidismus.

## Astronomie a matematika

Výpočet obsahu kruhu vytvořený Avrahamem bar Chijou

Přínos díla Avrahama bar Chiji v astronomii a matematice (Forma světa, צורת הארץ, Curat ha-arec) spočíval zejména ve vytvoření hebrejské terminologie. Velmi významným se pak stalo jeho dílo Kniha období (ספר העבור, Sefer ha-ibur), které představovalo nejstarší hebrejské pojednání o výpočtu židovského kalendáře.